# Live CD
Live CD (англ. «живой» компакт-диск, произносится лайв си-ди́) — операционная система, загружающаяся со сменного носителя (CD, DVD, USB-накопитель и т. д.), не требующая для своего функционирования установки на жёсткий диск, т.е. портативная. Этим же понятием обозначают и носители с такими ОС (иногда различают Live CD «лайв си-ди́», Live DVD («лайв ди-ви-ди́») и Live USB («лайв ю-эс-би́») — в зависимости от носителя).
Live CD позволяют быстро начать работу с компьютером, избегая процесса установки ОС в постоянную память (винче́стер). Запуск Live CD занимает обычно несколько минут, в то время как первый запуск (установка) традиционных ОС зачастую требует от одного до нескольких часов.
Большинство используемых Live CD созданы на основе операционной системы Linux, существуют также Live CD на основе других операционных систем: Microsoft Windows, macOS, FreeBSD, OpenSolaris.

## История
До широкого распространения компакт-дисков в качестве загрузочных носителей использовались загрузочные дискеты, обычно содержавшие маленькую операционную систему и ограниченный набор приложений.
Программисты приспособили компакт-диски (изначально созданные для хранения аудиоданных) для хранения и распространения больших объёмов информации. Позже, с увеличением объёмов оперативной памяти, стало удобным загружать компьютер напрямую с компакт-диска для того, чтобы установить операционную систему на жёсткий диск.
Первые приводы оптических дисков для персональных компьютеров были слишком медленными для работы сложных операционных систем. Часто в компьютерах попросту отсутствовала возможность загрузки с компакт-дисков. Когда операционные системы стали распространяться на компакт дисках, использовалась загрузочная дискета или загрузка с самого компакт-диска, но только для того, чтобы установить ОС на жёсткий диск. Первым Live CD была FM Towns OS (операционная система, созданная для компьютера FM Towns), впервые выпущенная в 1989 г. (на основе спецификации El Torito).

### Появление Live CD на базе Linux

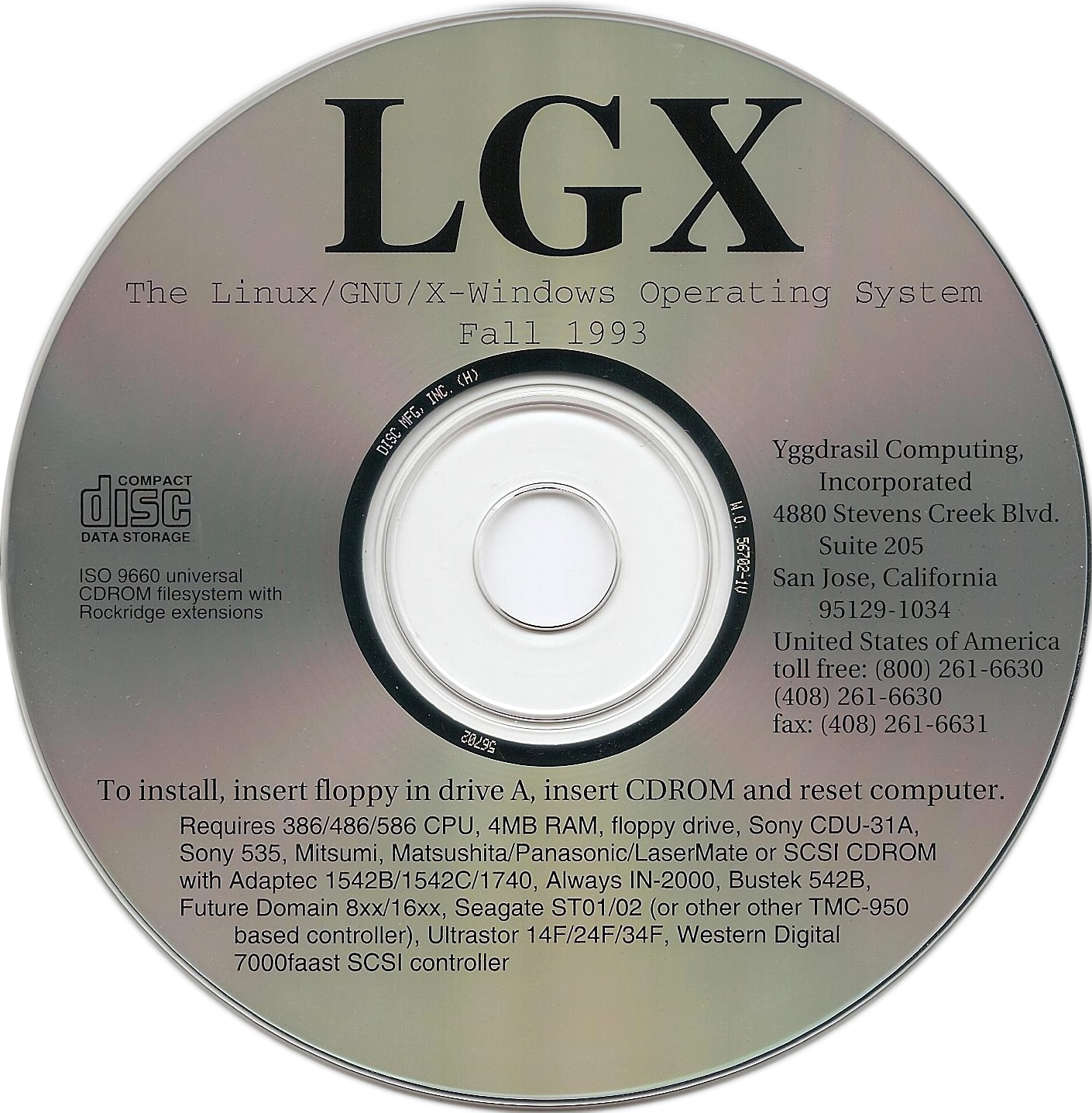
Компакт диск с дистрибутивом LGX Yggdrasil Linux релиз "Осень 1993"

Первые разработчики и пользователи дистрибутивов Linux уже могли пользоваться преимуществами дешевеющих оптических приводов и компакт-дисков для персональных компьютеров, но всё ещё применяли их только для распространения пакетов программ, устанавливающихся на жёсткий диск.
В то же время распространению свободных операционных систем на компьютеры пользователей мешал риск, связанный с её установкой в качестве второй системы, например, необходимость переразбиения жёсткого диска.
Термин «Live CD» появился тогда, когда объём оперативной памяти и скорость приводов компакт-дисков домашних компьютеров выросли настолько, что стало удобным загружать операционную систему непосредственно в оперативную память, не затрагивая систему, установленную на жёсткий диск.
Первым «Live CD» на основе ядра Linux был «Yggdrasil Linux», бета-версия которого была выпущена в 1992—1993 годах (развитие прекращено в 1995). Его развитию мешала низкая скорость работы оптических приводов того времени.
DemoLinux, выпущенный в 1998, был первым дистрибутивом, специально спроектированным для работы в «живом» режиме. Linuxcare, загрузочный компакт-диск типоразмера «кредитная карта» был первым Live CD для системных администраторов. По состоянию на 2010 год самым старым до сих пор развивающимся Live CD является Finnix (первый выпуск в 2000 г.). Knoppix, широко известный Live CD на основе Debian, был выпущен в 2003 и приобрёл популярность как в качестве «спасательного диска», так и основной рабочей операционной системы.
Начиная с 2003 года популярность «живых дисков» постоянно росла, во многом благодаря набору скриптов Linux Live и программе remastersys, позволяющих относительно просто создавать собственные Live CD. Большинство современных дистрибутивов Linuх включают Live CD-версии, часто являющиеся также и установочными дисками.

## Применение

### Ознакомление
Чаще всего Live CD используются для ознакомления с возможностями операционных систем. Многие Live CD также предоставляют возможность установки на жёсткий диск. Таким образом, можно быстро запустить и попробовать в использовании ту или иную ОС, и, если система понравится, установить её.

### Восстановление после сбоев
Другое применение Live CD — восстановление данных и/или работоспособности основной операционной системы после сбоя. Live CD позволяют работать с компьютером в тех случаях, когда основная операционная система неработоспособна.

### Работа на нескольких компьютерах
Другим преимуществом Live CD является удобство при перемещении. Например, для работы на чужом компьютере можно воспользоваться своим Live CD, позволяющим быстро получить доступ к привычной операционной системе и не бояться навредить чужой операционной системе и чужим данным во время работы.

### Бездисковые компьютеры и компьютеры с маленькими дисками
Live CD можно применять на компьютерах, не имеющих жёсткого диска и на компьютерах, имеющих жёсткий диск очень небольшого объёма.

## Полная загрузка в память
Некоторые Live CD позволяют использовать полезную возможность — полную загрузку содержимого компакт-диска в оперативную память компьютера. При использовании такой возможности достигается высокая скорость работы ОС и всех входящих в её состав программ, однако это возможно только при небольшом размере системы и достаточно большом объёме оперативной памяти.

## Недостатки Live CD

### Скорость
Хотя Live CD позволяют сэкономить много времени при первом запуске операционной системы, при следующих запусках традиционные операционные системы, как правило, запускаются значительно быстрее. Это обусловлено сравнительно небольшой скоростью работы CD-ROM приводов, повышенным расходом оперативной памяти и необходимостью настраивать Live CD в соответствии с конфигурацией используемого оборудования.

### Хранение настроек и данных
Поскольку произвольная запись на CD-диски невозможна, пользователи Live CD сталкиваются с проблемой хранения своих данных и настроек. Для этого приходится использовать различные дополнительные носители данных, например Flash-накопители или сетевые диски. Многие Live CD предоставляют специальные программы для организации хранения настроек и данных на подобных носителях. Также некоторые Live CD позволяют дописывать свои данные на тот же CD-диск с помощью так называемого мультисессионного режима записи.

### Дефекты CD
— быстрый износ носителя CD (царапины, трещины)
Компакт-диски подвержены различным повреждениям, в первую очередь — царапинам, а также трещинам (вплоть до полного разрушения) и отслоению записываемого слоя. Надёжность CD сильно зависит как от качества изготовления, так и от бережного обращения при эксплуатации.

## Список некоторых Live CD
GNU/Linux
- Knoppix
- CentOS-5.8-Livecd-ru — полностью русифицирован, основан на Red Hat, монтирование FAT, FAT32, NTFS, ext2, ext3, ext4
- SystemRescueCD
- Parted Magic
- Kali Linux (BackTrack)
- Gparted
- Clonezilla
- Slax
- Ubuntu Rescue Remix

OpenSolaris
- SchilliX
- OpenIndiana

FreeBSD
- Frenzy — полностью русифицированный Live CD, основанный на FreeBSD
- DragonFly
- FuguIta
- GhostBSD
- Jibbed
- PC-BSD
- pfSense

Прочие
- Haiku